# Rayonnement dans l'atmosphère
 (août 2024).
Si vous disposez d'ouvrages ou d'articles de référence ou si vous connaissez des sites web de qualité traitant du thème abordé ici, merci de compléter l'article en donnant les références utiles à sa vérifiabilité et en les liant à la section « Notes et références ».
Le rayonnement dans l'atmosphère est le rayonnement électromagnétique qui traverse l'atmosphère terrestre. Lorsqu'un rayonnement électromagnétique traverse l'atmosphère, il interagit avec les molécules et les particules présentes. Il peut être dévié de sa trajectoire, par diffusion des ondes, ou être absorbé. Inversement, l'atmosphère elle-même émet un rayonnement thermique en fonction de sa température.
Dans les domaines de fréquence se situant en dehors des fenêtres atmosphériques, l'analyse de l'atmosphère permet de caractériser ce qui est perçu par les satellites météorologiques, ou la manière dont la terre équilibre son bilan radiatif dans le domaine des infra-rouges.

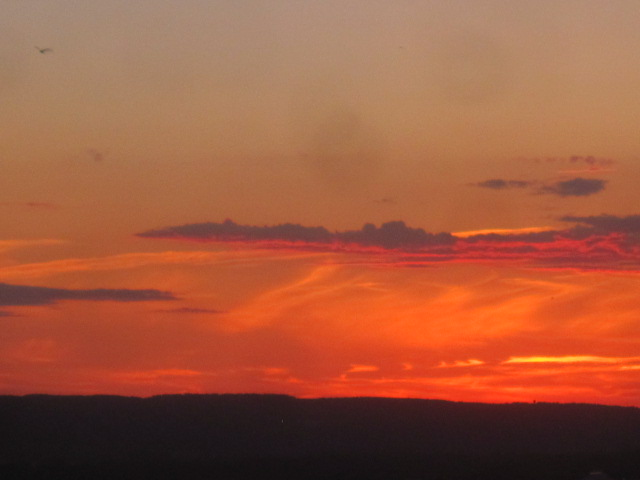
Diffraction de la lumière solaire dans l'atmosphère.

## Interactions entre rayonnements et matière

### Mécanisme de diffusion

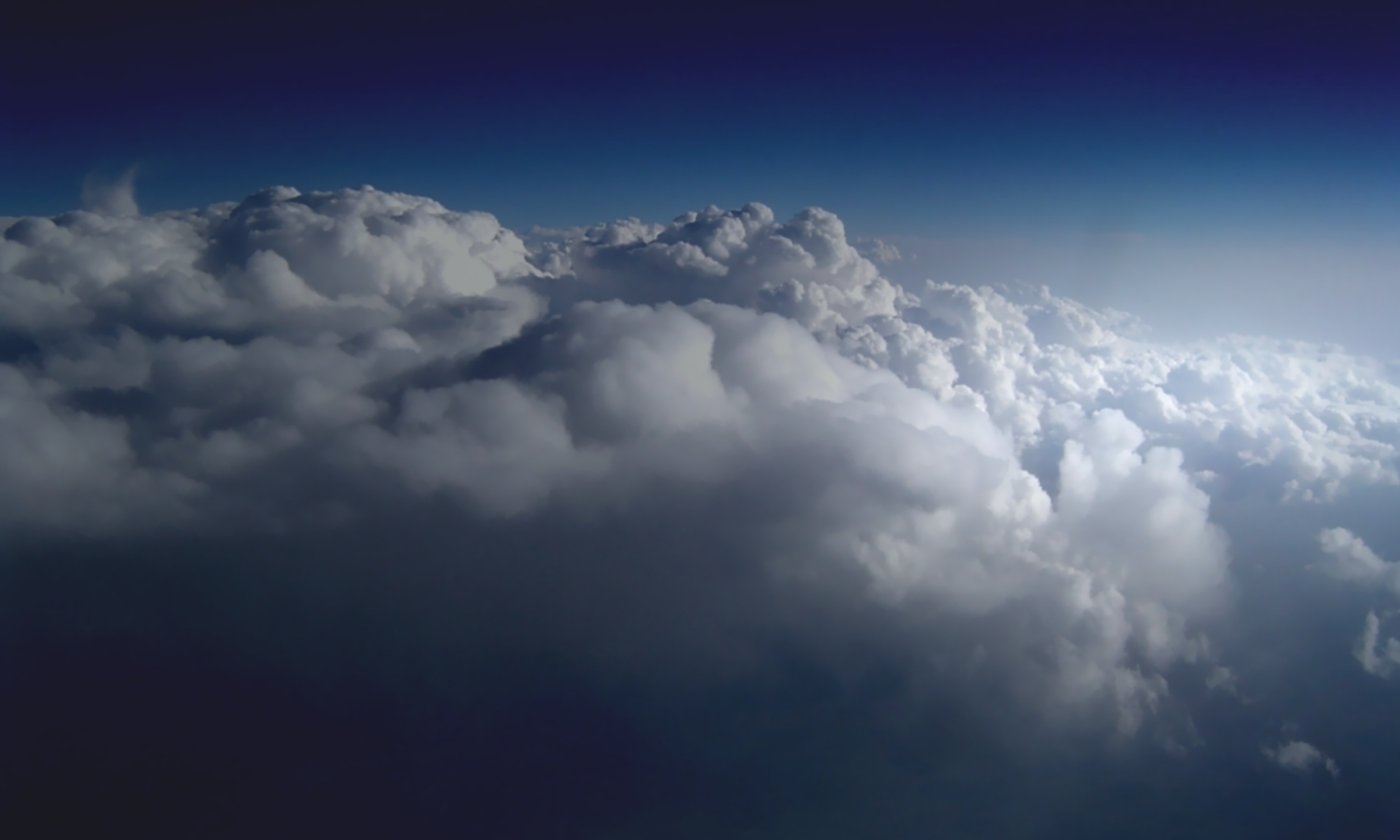
Le bleu du ciel est dû à la diffusion Rayleigh, le blanc des nuages à la diffusion de Mie.

Comme pour toute onde, un rayonnement électromagnétique comme la lumière est dévié dans diverses directions par son interaction avec les composants atmosphériques : molécules de l'air, poussières, fumées, pollens, nuages et brouillard.
On distingue plusieurs types de diffusion des ondes :
- la diffusion Rayleigh est un mode de diffusion qui opère lorsque la longueur d'onde est beaucoup plus grande que la taille des particules diffusantes. On parle de diffusion élastique, car ce phénomène a lieu sans variation d'énergie, autrement dit l'onde conserve la même longueur d'onde. Cette diffusion est responsable de la couleur du ciel. La dispersion de la lumière à travers les cristaux de glace des cirrostratus est décrite par la diffusion de Rayleigh, qui est isotrope selon l'angle mais dépend de la longueur d'onde. La diffusion Thomson est similaire à la diffusion Rayleigh, à la différence près qu'elle porte sur une particule chargée de matière au repos, généralement un électron libre, c'est-à-dire non lié à un atome ;
- la diffusion de Mie est également une diffusion élastique des ondes électromagnétiques. Elle a lieu lorsque les diffuseurs sont d'une taille comparable à la longueur d'onde incidente, et comporte alors des lobes de diffraction. Elle est inversement proportionnelle à la longueur d'onde du rayonnement incident et donne au ciel un aspect délavé vers l'horizon ;
- la diffusion non sélective opère lorsque la longueur d'onde est beaucoup plus petite que la particule diffusante[1]. Elle est principalement le fait des gouttelettes d'eau dans les nuages ou le brouillard. Elle affecte toutes les longueurs d'onde de manière identique, ce qui explique la couleur blanche des nuages.

Deux autres types de diffusion impliquent des changements à la fois dans la longueur d'onde des photons et dans la particule diffusante :
- la diffusion Raman est la diffusion inélastique d'ondes électromagnétiques sur des atomes, des molécules, ou des solides. La différence d'énergie entre un photon absorbé et un photon réémis est égale à la différence d'énergie entre deux états de rotation ou de vibration de l'objet diffusant ;
- la diffusion Compton est une diffusion inélastique avec un électron lié. Au cours de ce processus, l'électron est éjecté de l'atome, qui est donc ionisé, tandis qu'un photon est diffusé.

### Mécanismes d'absorption

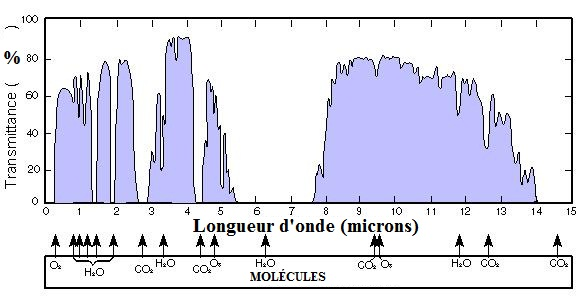
La fenêtre infra-rouge entre 8 et 14 µm est bordée par l'absorption de la vapeur d'eau en-dessous de 8 µm, et celle du au dessus de 14 µm.

Suivant la longueur d'onde du rayonnement, le mécanisme d'absorption peut être différent :
- dans l'ultra-violet et plus encore pour les rayons gamma, l'énergie est suffisante pour ioniser ou dissocier les molécules de l'atmosphère (photoionisation et photodissociation). Ce mécanisme est responsable de la formation de la couche d'ozone ;
- l'énergie de la lumière visible est capable d'entraîner des vibrations élastiques des liaisons entre atomes formant les molécules de l'atmosphère ;
- dans le domaine infra-rouge, le rayonnement est beaucoup moins énergétique et peut entraîner la mise en rotation des molécules ;
- d'une manière générale, un photon peut changer la configuration électronique des atomes, faisant passer un électron d'un état énergétique à un autre plus excité.

En dehors du premier cas, où la molécule est dissociée, l'énergie des photons est absorbée par la molécule, ce qui fait passer son énergie interne d'un état initial à un état plus activé. Une molécule ne peut absorber un photon que si l'énergie de celui-ci correspond pour elle à une transition d'un état à un autre, dans le cas contraire le rayonnement est transmis sans être absorbé. Les fréquences effectivement absorbées dépendent de la nature et de l'état des molécules. Certaines fréquences sont absorbées quand elles correspondent aux énergies nécessaires pour induire des transitions rotationnelles et vibrationnelles dans la molécule, ces niveaux d'énergie dépendent de la molécule.
Les molécules peuvent être dans différents états quantiques et chaque transition peut avoir une certaine largeur en fréquence. La largeur de la plage des fréquences absorbées par une molécule dépend de plusieurs facteurs. À des pressions plus élevées, les collisions entre molécules deviennent plus fréquentes, ce qui peut élargir les bandes d’absorption (élargissement par collision ou élargissement de Lorentz). La température affecte également la distribution des vitesses des molécules, ce qui contribue à l'élargissement des lignes d'absorption (élargissement Doppler). Enfin, si plusieurs transitions rotationnelles ou vibrationnelles proches en énergie sont permises, elles peuvent se superposer et ainsi élargir la bande d'absorption.
Cette énergie absorbée se manifeste ensuite sous forme de chaleur et peut conduire à la réémission de rayonnement infra-rouge.

### Fenêtres atmosphériques

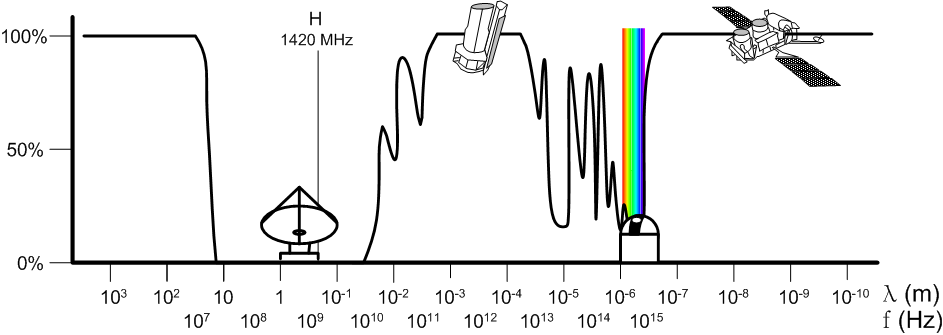
Opacité électromagnétique de l'atmosphère. Les « fenêtres atmosphériques » correspondent aux fréquences pour laquelle l'opacité atmosphérique est faible, voire quasi nulle.

Les gammes de longueur d’onde pour lesquelles le rayonnement électromagnétique est peu ou pas absorbé entre le sol et l'espace constituent des fenêtres atmosphériques. Dans ces fenêtres, pratiquement tout le rayonnement électromagnétique est transmis avec une interférence relativement faible. Ces fenêtres sont donc utiles pour l'astronomie depuis le sol, ou pour la télédétection du sol depuis les satellites.
Dans le domaine optique, l'atmosphère est relativement transparente dans le domaine du visible (400 nm - 700 nm). La fenêtre du visible est celle à laquelle notre vision est adaptée et par laquelle nous voyons la lumière du jour et le monde qui nous entoure. Les deux fenêtres infra-rouge principales se situent entre 3 et 5 µm et 8 et 14 µm environ, ce qui rend les observations satellitaires possibles avec une distorsion atmosphérique minimale. Cette fenêtre infra-rouge permet à une partie du rayonnement thermique du sol de s'échapper directement vers l'espace. Dans les radiofréquences, les ondes radio dont la longueur d'onde est comprise entre environ 1 cm et 11 m ne sont pas absorbées par l'atmosphère terrestre. Cette fenêtre est exploitée en radioastronomie
Inversement, ces fenêtres atmosphériques sont séparées par des gammes de fréquences où l'atmosphère est pratiquement opaque, du fait de l'absorption de ces rayonnements électromagnétiques. Les rayons ultra-violets voire gamma sont arrêtés dans la stratosphère par la couche d'ozone, qu'ils contribuent à former, et la diffusion de Rayleigh disperse les petites longueurs d'onde davantage que les ondes plus grandes. La plus grande partie des infra-rouges est arrêtée dans la troposphère par les gaz à effet de serre, principalement la vapeur d'eau, et de manière plus marginale par le gaz carbonique. Les ondes radio dont la longueur d'onde est supérieure à 10 m (ce qui correspond à des fréquences inférieures à environ 30 MHz) sont principalement absorbées par l'ionosphère. Ces zones d'opacité ne permettent pas d'astronomie depuis le sol, les observations spatiales correspondantes sont effectuées par satellites.
En outre, les fenêtres optiques et infra-rouges peuvent être fermées par des couches nuageuses, brumes ou brouillards, qui diffusent et réfléchissent les rayonnements.

## Transmittance, absorbance et portée visuelle

### Unités de transmission
L'absorption du rayonnement par l'atmosphère est le plus souvent considérée uniquement dans le sens vertical, pour déterminer dans quelle mesure l'atmosphère est transparente ou opaque à telle ou telle gamme de longueurs d'onde. Dans cette approche, la caractérisation de l'absorption passe simplement par la mesure de l'effet d'ensemble de l'atmosphère, mesurant une grandeur extensive caractérisant l'ensemble de ce système atmosphérique (superposition de la troposphère, de la stratosphère, de l'ionosphère...).
Pour la discussion des effets locaux, en revanche, il est nécessaire de caractériser l'opacité de l'atmosphère par unité de longueur : suivant la concentration de l'atmosphère en gouttelettes d'eau, dans le sens horizontal, la différence entre brume et brouillard par exemple dépend de la visibilité horizontale. L'effet de brouillard est clairement une grandeur multiplicative : si une brume disperse le rayonnement au point de rendre un détail plutôt indistinct à un kilomètre, à deux kilomètres la même brume rendra les détails « deux fois plus indistincts ».

### Transmittance

Transmittance de l'atmosphère autour de la bande C infra-rouge.

Dans les diagrammes présentant la capacité de différentes longueurs d'onde à traverser l'atmosphère terrestre, le résultat est souvent donné en termes de transmittance, également désignée par facteur de transmission. D'une manière générale, ce facteur est simplement calculé comme le rapport entre « ce qui est transmis » par rapport à « ce qui entre initialement ».
S'agissant de la capacité de l'atmosphère à transmettre le rayonnement (et tant que ce rayonnement reste d'un niveau habituellement rencontré), ce qui est transmis est toujours la même fraction de ce qui est entré, pour une longueur d'onde donnée. Ce rapport dépend fortement de la longueur d'onde considérée : dans la fenêtre atmosphérique, par exemple, la transmittance est pratiquement de 100 %, mais pour les autres infra-rouges elle est pratiquement nulle.
La transmittance permet de caractériser la perméabilité de l'atmosphère dans son ensemble à telle ou telle fréquence, mais est mal adaptée pour caractériser le phénomène d'absorption résultant d'une couche atmosphérique donnée.

### Absorbance et épaisseur optique
L'absorption d'une onde électromagnétique par l'atmosphère se caractérise non pas par le flux transmis, mais par son complémentaire qui est absorbé. D'autre part, pour choisir une grandeur caractéristique de cette absorption, il est plus commode d'additionner l'effet de plusieurs couches plutôt que de multiplier les facteurs d'atténuations, ce qui conduit à retenir comme grandeur le logarithme de cette atténuation. On définit ainsi l'opacité comme le « rapport du flux lumineux incident au flux lumineux transmis ». De là, on définit l'absorbance comme le logarithme décimal de l'opacité[source insuffisante], et l'épaisseur optique comme le logarithme népérien de cette même quantité.
Absorbance et épaisseur optique se déduisent l'une de l'autre par un facteur multiplicatif : {\displaystyle \ln(x)=\ln(10)\times \log _{10}(x)}. L'absorbance est plutôt utilisée pour des calculs d'ingénieur, pour lesquels le logarithme décimal facilite le traitement des puissances de dix, alors que l'épaisseur optique intervient plus naturellement en physique théorique, parce qu'il ne fait pas intervenir de facteur multiplicatif dans les formules.

### Coefficient d'atténuation
Pour un milieu homogène, la loi de Beer-Lambert traduit le fait que l'absorbance ou l'épaisseur optique sont proportionnelles à l'épaisseur traversée. Le coefficient de proportionnalité, appelé coefficient d'atténuation, est une caractéristique du milieu. On parle de « coefficient d'atténuation décadique » par opposition au « coefficient d'atténuation népérien » suivant la base retenue pour le logarithme. Le coefficient d'atténuation (néperien) d'un volume, noté μ, est défini comme :
{\displaystyle \mu =-{\frac {1}{\Phi _{\mathrm {e} }}}{\frac {\mathrm {d} \Phi _{\mathrm {e} }}{\mathrm {d} z}}=-{\frac {\mathrm {d} }{\mathrm {d} z}}\ln(\Phi _{\mathrm {e} })}, en m−1.
où Φ e est le flux énergétique et  z est la longueur du trajet du faisceau. Le coefficient dépend de la longueur d'onde considérée (et plus faiblement de la température), mais dans un gaz homogène et isotrope, il ne dépend pas de la direction. Lorsque le milieu est hétérogène, le coefficient d'atténuation peut être défini en chaque point comme la limite de l'épaisseur optique par unité de longueur, pour un trajet infinitésimal.
Par intégration de la définition, il vient immédiatement que le flux décroît exponentiellement avec l'épaisseur traversée, lors de la traversée d'un milieu absorbant :
{\displaystyle \Phi _{\mathrm {e} }(z)=\Phi _{\mathrm {e} }(0)\cdot e^{\displaystyle -\mu \cdot z}}
Le flux suivant une loi exponentielle, le libre parcours moyen d'un photon est donc l'inverse du paramètre de la loi, soit {\displaystyle 1/\mu } (en m).

### Absorptivité molaire

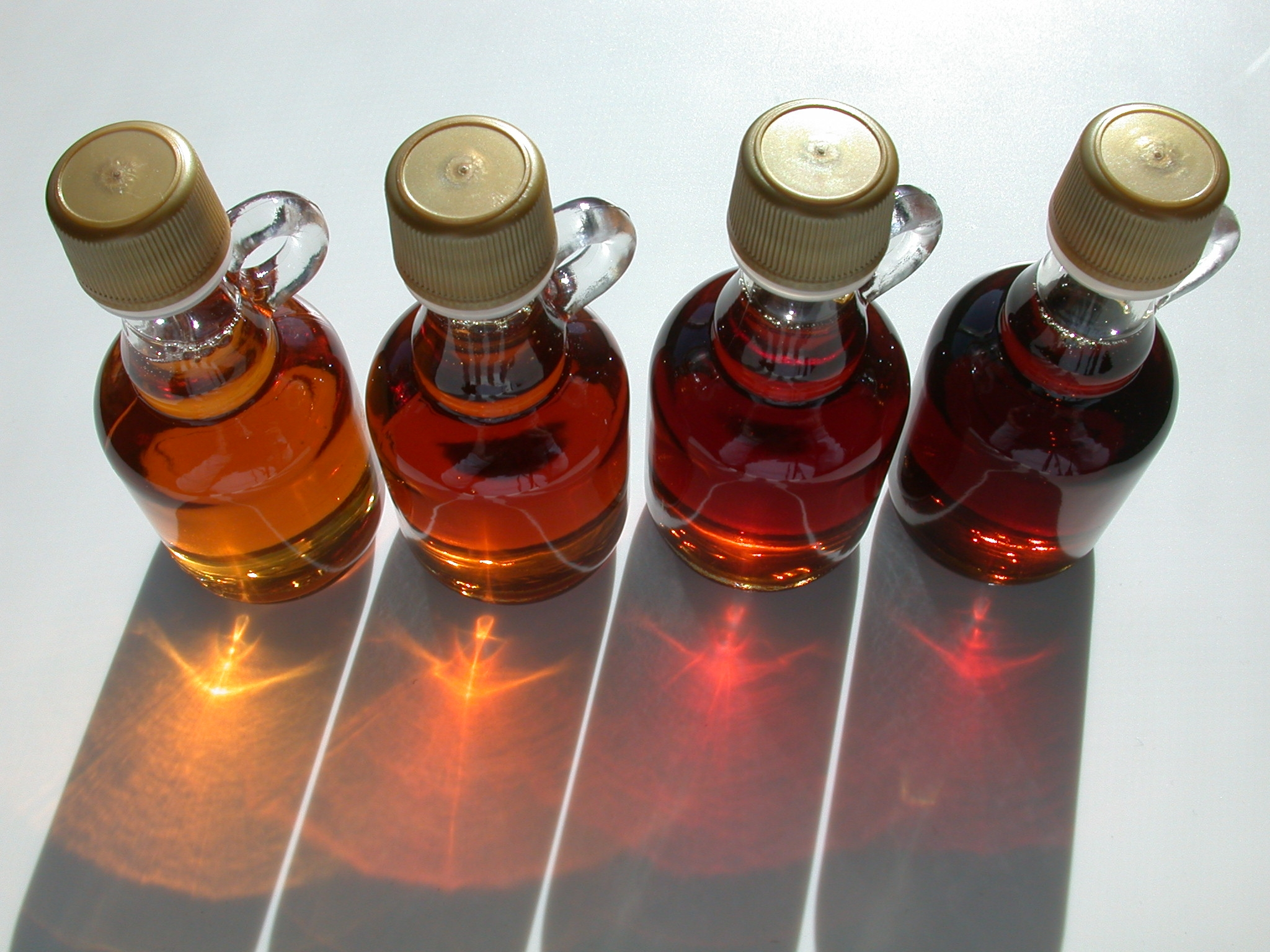
La perte d'intensité d'un faisceau lumineux de longueur d'onde donnée dépend de la nature du soluté, de sa concentration molaire et de l'épaisseur traversée.

Le coefficient d’atténuation précédent dépend linéairement de la nature et de la concentration de la molécule absorbante. Les valeurs de référence sont donc rapportées à une concentration unitaire (en mol⋅m−3) et l’absorptivité molaire de cette molécule est le quotient du coefficient d’atténuation (généralement décadique, en m−1) par la concentration molaire (en mol⋅m−3, l'absorptivité molaire est donc en m2⋅mol−1), lorsque cette molécule est la seule présentant une atténuation significative.
Lorsque le milieu comporte plusieurs molécules absorbantes, l’interaction du rayonnement électromagnétique compose celui avec les différentes molécules, et l’absorptivité de l’ensemble est alors la somme des absorptivités individuelles.

## Transferts infra-rouge

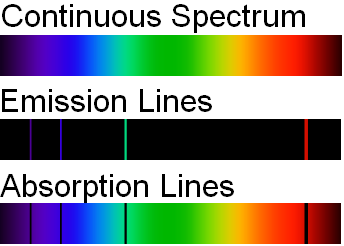
Les gaz émettent dans les longueurs d'onde qu'ils absorbent.

### Émittance
La loi du rayonnement de Kirchhoff est valable pour les gaz, mais son expression doit tenir compte de ce que l'absorption et l'émission des rayonnements thermiques prennent place le long d'un trajet optique, et non plus simplement sur une surface solide.
Si une tranche gazeuse infinitésimale dz est soumise au rayonnement d'un corps noir B et est en équilibre thermique à la température T, elle absorbera une partie {\displaystyle \mu } du rayonnement incident {\displaystyle \Phi _{\mathrm {e} }} (pour une fréquence {\displaystyle \lambda } donnée, et le long d'une direction donnée) :
{\displaystyle \mathrm {d} \Phi _{\mathrm {e} }=-\mu _{(\lambda ,T)}\cdot \Phi _{\mathrm {e} }\cdot \mathrm {d} z=-\mu _{(\lambda ,T)}\cdot \mathrm {B} _{(\lambda ,T)}\cdot \mathrm {d} z}
Étant par hypothèse en équilibre thermique, son émission propre {\displaystyle \epsilon } sur le trajet dz à la même température T doit être égale à son absorption pour chaque fréquence {\displaystyle \lambda } considérée :
{\displaystyle \epsilon _{(\lambda ,T)}\cdot \mathrm {d} z=\mu _{(\lambda ,T)}\cdot \mathrm {B} _{(\lambda ,T)}\cdot \mathrm {d} z}
Par conséquent, l'émittance {\displaystyle \epsilon } doit être le produit du coefficient d'absorption µ et de l'intensité du rayonnement de corps noir B.
En d'autres termes, un gaz émet du rayonnement à une longueur d'onde donnée avec une efficacité qui est proportionnelle à sa capacité à absorber le rayonnement à cette longueur d'onde., c'est-à-dire d'autant mieux qu'il est opaque à ces longueurs d'onde. Cette propriété explique que les gaz sont de mauvais radiateurs thermiques :
- sur les longueurs d'onde pour lesquelles ils sont transparents et qui pourraient transférer de l'énergie thermique, ils ne peuvent pas émettre de rayonnement thermique ;
- inversement, les longueurs d'onde pour lesquelles ils peuvent bien rayonner sont celles pour lesquelles ils sont opaques, ce qui ne permet pas de transfert thermique à distance[C'est-à-dire ?].

L'émission thermique de l'atmosphère ne peut prendre place que lorsque l'émission à une certaine longueur d'onde est forte et que l'absorption devient négligeable malgré un coefficient d'atténuation localement fort, parce que l'épaisseur restant à parcourir avant le vide est petite devant le libre parcours moyen du photon de cette longueur d'onde. Autrement dit, la surface apparente de la planète, pour une longueur d'onde donnée, est à une profondeur telle que l'épaisseur optique depuis l'espace pour cette longueur d'onde est de l'ordre de l'unité.
Le calcul précis du transfert radiatif entre masses d'air est complexe, du fait de la transparence des gaz. Le bilan précis du rayonnerments reçu en un point nécessite en effet d'intégrer l'émission (fonction de la température) sur tout le volume où la profondeur optique vue depuis ce point reste faible, de l'ordre de l'unité ; ceci pour toutes les longueurs d'onde ayant une émission significative. Il reste cependant possible de calculer l'ordre de grandeur de ces échanges en faisant quelques approximations simplificatrices.